# Nicéforo Paleólogo
Nicéforo Paleólogo (en griego antiguo: Νικηφόρος Παλαιολόγος, romanizado: Nikeforós Palaiólogos) (s. XI-1081) fue un general bizantino del siglo XI.
Nicéforo es el primer miembro documentado de la familia de los Paleólogo, la cual llegaría a gobernar el Imperio desde el 1259 (Miguel VIII Paleólogo) hasta su caída en el año 1453 (Constantino XI Paleólogo). Los futuros gobernantes del imperio descenderían de su hijo Jorge, que también desempeñó un papel militar.

Nicéforo es mencionado por primera vez durante el reinado de Romano IV Diógenes (1068-1071). Después de que este fuese derrocado tras el desastre de Mantzikert, Nicéforo fue enviado al este para lidiar con Roussel de Bailleul, que se había levantado contra la autoridad imperial. Para esto se contrataron unos 6000 mercenarios georgianos que acabaron desertando, siendo Nicéforo derrotado. Posteriormente, se le menciona como doux de Mesopotamia en el 1077.

Mapa del Imperio en el 1076

Nicéforo permitió a su hijo Jorge que participase en la conspiración que destronó a Miguel VII Ducas e hizo subir al trono a Nicéforo III, aunque él mismo no intervino.
En el 1081, Nicéforo se mantuvo leal al emperador reinante cuando Alejo Comneno se alzó contra él, incluso cuando su hijo apoyaba a este último. Esto fue en vano, pues al final Nicéforo III abdicó, ascendiendo al trono el primero de los emperadores Comneno.
Nicéforo acabó aceptando a Alejo como emperador y le acompañó en una campaña contra Roberto Guiscardo ese mismo año. Luchó en la batalla de Dirraquio, en la cual falleció.